# Emmanuel d'Orléans
Emmanuel d’Orléans, qui porte les titres de courtoisie de duc de Vendôme et d'Alençon, né le 18 janvier 1872 à Mérano, Maia Alta (Obermais), en Italie et mort le 1er février 1931 à Cannes, en France, est un membre de la maison d’Orléans, apparenté à la famille royale belge.

## Biographie

### Famille
Le duc de Vendôme, né Philippe Emmanuel Maximilien Marie Eudes d’Orléans, le 18 janvier 1872 à la villa Azwang à Obermais, est le fils unique du prince français Ferdinand d’Orléans (1844-1910), duc d’Alençon, et de son épouse la duchesse Sophie-Charlotte en Bavière (1847-1897), sœur de l’impératrice Élisabeth d’Autriche, dite « Sissi », et de la reine Marie des Deux-Siciles, l’héroïne de Gaëte. Emmanuel, baptisé le 30 janvier 1872 à Mais, près de Mérano, est le filleul du duc Maximilien en Bavière, son grand-père maternel et de l'impératrice Élisabeth d'Autriche,,,.
Le 12 février 1896, Emmanuel épouse à Bruxelles la princesse Henriette de Belgique (1870-1948), fille du prince Philippe de Belgique, comte de Flandre, et de son épouse la princesse Marie de Hohenzollern-Sigmaringen, ce qui fait du duc de Vendôme le beau-frère d’Albert Ier de Belgique. De même, Emmanuel et Henriette partagent des ancêtres communs : ils sont tous deux arrière-petits-enfants du roi Louis-Philippe et de la princesse Marie-Amélie de Bourbon-Siciles, l’une par Louise d’Orléans, reine des Belges, l’autre par le duc de Nemours,,.
De l’union du duc et de la duchesse de Vendôme naissent quatre enfants,,, : les 3 filles ont été peintes en miniature par un artiste britannique vers 1905.  Les portraits sont restés ensemble à ce jour fixés sur une boiserie recouverte de tissus.
- Marie-Louise Fernande Charlotte Henriette (1896–1973), qui épouse en 1916 le prince Philippe de Bourbon-Siciles (1885-1949), fils du comte de Caserte, prétendant au trône des Deux-Siciles ; ils divorcent en 1925 et ont eu un fils ; Marie-Louise épouse en secondes noces Walter Kingsland :
  - Gaëtan de Bourbon (1917-1984), marié à Olivia Yarrow, deux fils :
    - Adrien de Bourbon (1948), marié à Linda Rose Idensohn, deux enfants :
      - Philippe de Bourbon (1977), marié à Kerry Kate Henderson ;
      - Michelle de Bourbon (1979), mariée à John Moss Gibbons, deux filles (Emma, Sophie) ;

    - Grégoire de Bourbon (1950), marié à Maureen Powell (divorcés), remarié à Carrie Ann Thornley, deux fils (du 1er mariage) :
      - Christian de Bourbon (1974), marié à Brigette Dick, deux fils (Bronwen, Alexander) ;
      - Raymond de Bourbon (1978), marié à Ashley Dunning-McManmon, 2 enfants (Andrew, Daniella) ;
- Sophie Joséphine Marie Philippine Henriette (née le 19 octobre 1898 à Neuilly-sur-Seine, décédée le 9 octobre 1928 à Lugrin), qui meurt célibataire ;
- Geneviève Marie Jeanne Françoise Chantal Monique Louise Emmanuelle (1901-1983), qui se marie au marquis Antoine de Chaponay-Morance (1893-1956). Ils ont eu deux enfants :
  - Henryane (1924-2019[10]), qui reste célibataire ;
  - Pierre-Emmanuel (1925-1943) mort au service de la France en mer dans le golfe du Mexique ;
- Charles-Philippe Emmanuel Ferdinand Louis Gérard Joseph Marie Ghislain Baudouin Christophe Raphaël Antoine Expédit (1905-1970), duc de Nemours, qui épouse Marguerite Watson (1899-1993) et meurt sans descendance[11],[12].

### La Belle Époque

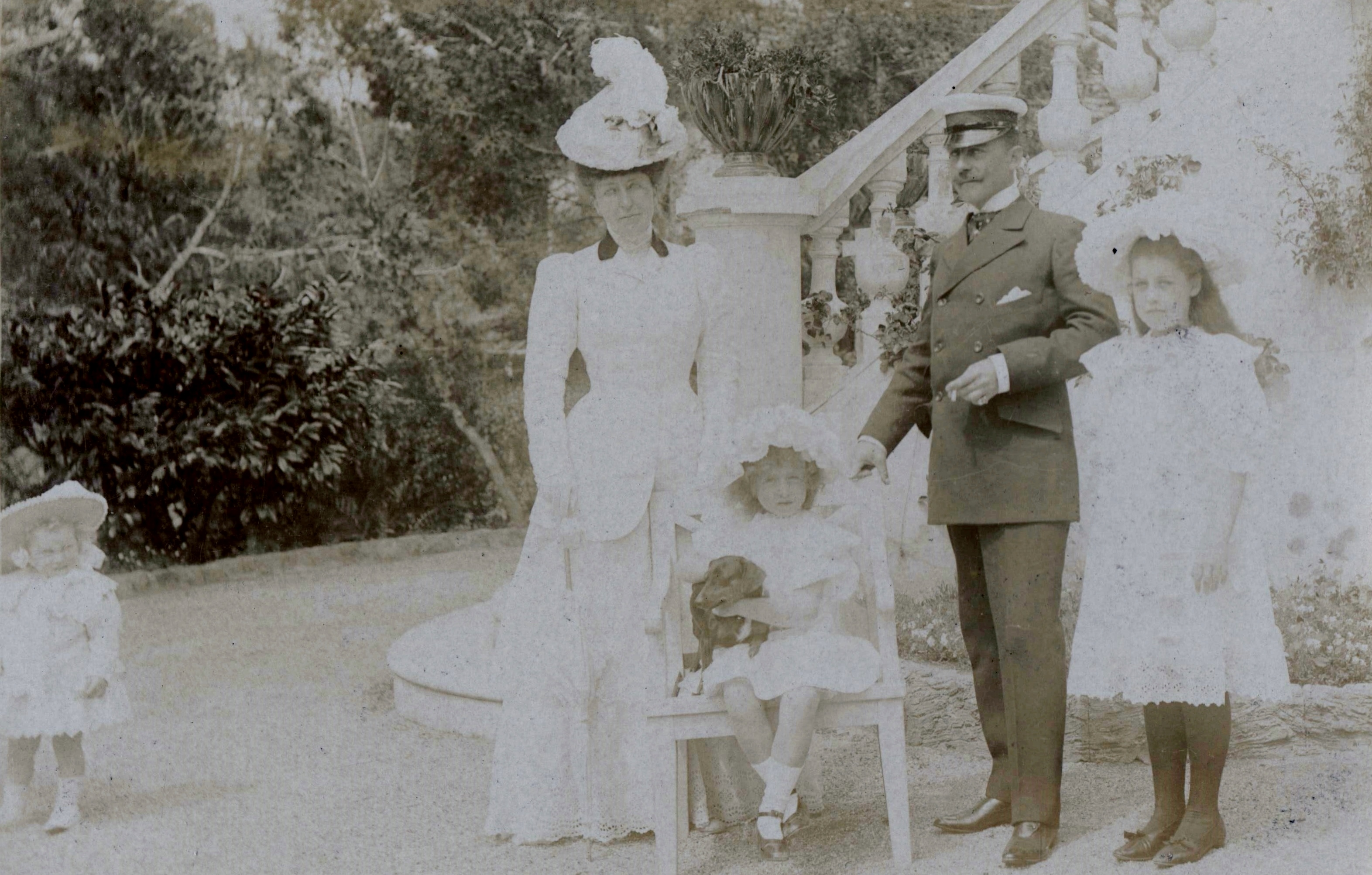
Emmanuel de Vendôme, Henriette de Belgique et leurs trois filles à Neuilly vers 1903.

Les jeunes époux s'installent, dès le début de leur mariage, à Neuilly-sur-Seine dans leur hôtel particulier au no 10 rue Borghèse. Cet établissement permet à Henriette de ne pas demeurer trop loin de ses parents, auxquels elle est très attachée. Emmanuel et Henriette deviennent rapidement des membres remarqués de la vie mondaine parisienne à la Belle Époque. Leur train de vie est jugé dispendieux par la comtesse de Flandre, belle-mère d'Emmanuel. Jusqu'en 1914, la résidence d'Emmanuel et d'Henriette connaît une vie sociale intense : rois en exil, magnats de la finance et industriels fortunés s'y donnent volontiers rendez-vous.

### Carrière militaire
Emmanuel d'Orléans s'engage dans l'armée austro-hongroise en intégrant l'école militaire de Wiener-Neustadt. Par la suite, il est promu lieutenant au 5e régiment de dragons, puis major dans l'armée austro-hongroise,. 
Lors de la Première Guerre mondiale, il choisit de mettre son expérience militaire au service de la France. Il n'est toutefois pas autorisé à servir dans l'armée française en raison d'une loi de 1886 interdisant à tous les princes des deux anciennes maisons souveraines de France à exercer des fonctions au sein du gouvernement français. Le prince, non découragé, se porte volontaire auprès de la Croix-Rouge française, a été nommé délégué principal sur le front belge et a été directeur de l'hôpital franco-belge de Calais.

### Dernières années
Dans les années 1920, la santé d'Emmanuel se dégrade et il manifeste une propension à l'alcoolisme qui s'aggrave. En 1926, il dirige une équipe de fouilles qui met au jour, après un glissement de terrain dans le village de Roquebillière, département des Alpes-Maritimes, des traces archéologiques telles que plusieurs tombes romaines renferment des bijoux rares, des vases et des objets d'art. Bien qu'il soit en mauvaise santé, Emmanuel poursuit ses projets immobiliers et envisage de faire bâtir une nouvelle résidence dans le 16e arrondissement de Paris, avant d'être atteint par la grippe et de mourir d'une insuffisance cardiaque à Cannes le 1er février 1931. Les funérailles ont lieu le 14 février 1931, en présence de sa famille, du roi et de la reine des Belges, du prince Valdemar de Danemark, du prince Georges de Grèce, ainsi que de nombreux membres du Gotha. Un office est célébré par l'aumônier Gustave Martin et une absoute donnée par Raoul Harscouët, évêque de Chartres. Ensuite, en présence de sa famille uniquement, le duc de Vendôme est inhumé en la chapelle royale de Dreux,.

## Titulature et décorations

### Titulature
Les titres portés par les membres de la maison d’Orléans nés après la fin de la monarchie de Juillet, n’ont pas d’existence juridique en France et sont considérés comme des titres de courtoisie. Ils sont attribués par l'aîné des Orléans, prétendant orléaniste au trône de France.
- 18 janvier 1872 - 19 novembre 1895 : Son Altesse royale le prince Emmanuel d'Orléans[21]
- 19 novembre 1895 - 29 juin 1910 : Son Altesse royale le duc de Vendôme
- 29 juin 1910 - 1er février 1931 : Son Altesse royale le duc de Vendôme et d'Alençon[22]

Issu de la maison d’Orléans par son père le duc d’Alençon, Emmanuel d’Orléans est un prince d’Orléans né après l'abolition de la royauté. Il utilise le prédicat de courtoisie d’altesse royale ; il est titré par le duc d'Orléans comme duc de Vendôme à l'occasion de ses fiançailles,,.
À la mort de son père, le duc d'Alençon (titre non héréditaire octroyé par le roi Louis-Philippe), il s'auto-arrogea ce titre en plus de celui de Vendôme. Sur son acte de décès, il sera d'ailleurs déclaré sous ses deux titres de courtoisie à la mairie de Cannes en 1931. Après la mort du duc d’Orléans en 1926, qui cause l’extinction de la branche aînée de la famille, le rameau issu du duc de Nemours, fils de Louis-Philippe, devient la première branche cadette de la maison d’Orléans.

### Décorations
Le duc de Vendôme est, :
- Chevalier de l'ordre du Saint-Esprit (maison de France)[25]
- Croix de guerre 1914-1918 (République française)[16]
- Bailli grand-croix d'honneur et de dévotion avec croix de profession ad honorem de l’ordre souverain de Malte (1895)[26],[27]
- Chevalier de l'ordre de Saint-Hubert (royaume de Bavière, 14 avril 1891)[26],[28]
- Grand-croix (division militaire) de l'ordre de Léopold (royaume de Belgique, 12 février 1896)[27]
- Chevalier de l'ordre de la Toison d'or (royaume d'Espagne, 29 janvier 1914)[29],[26],[27]
- Grand-croix de l'ordre de Saint-Charles (principauté de Monaco, 14 juin 1923)[30]
- Chevalier de l'ordre de la Couronne de Saxe (royaume de Saxe)[31]